# 로버트 찰스 윌슨

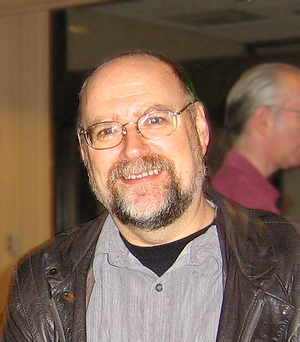
로버트 찰스 윌슨

로버트 찰스 윌슨(Robert Charles Wilson, 1953년 12월 15일 ~ )은 캐나다의 작가이다.